# Красное (Даровской район)
Красное — село в Даровском районе Кировской области России. Административный центр Лузянского сельского поселения.

## География
Село находится в западной части Кировской области, в подзоне южной тайги, на правом берегу реки Моломы, на расстоянии приблизительно 46 километров (по прямой) к северо-северо-западу (NNW) от посёлка городского типа Даровской, административного центра района. Абсолютная высота — 141 метр над уровнем моря.
Климат
Климат характеризуется как континентальный, с холодной многоснежной зимой и умеренно тёплым летом. Среднегодовая температура — 1,4 °C. Средняя температура воздуха самого холодного месяца (января) составляет −14,5 °C (абсолютный минимум — −46 °С); самого тёплого месяца (июля) — 18 °C (абсолютный максимум — 36 °С). Безморозный период длится в течение 103—104 дня. Годовое количество атмосферных осадков — 546 мм, из которых 312 мм выпадает в период с мая по сентябрь. Снежный покров держится в течение 155—160 дней.

## Население
| 2010 |
| ---- |
| 552  |

Половой состав
По данным Всероссийской переписи населения 2010 года в гендерной структуре населения мужчины составляли 48 %, женщины — соответственно 52 %.
Национальный состав
Согласно результатам переписи 2002 года, в национальной структуре населения русские составляли 99 % из 601 чел.

## Известные уроженцы
- Александров, Юрий Маремьянович (1919—1969) — капитан судов Дальневосточного и Сахалинского пароходства, кавалер ордена Ленина.